# بزمجه خال‌زرد
بزمجه خال‌زرد یا بزمجه آرگوس (نام علمی: Varanus panoptes) نام یک گونه از سرده بزمجه است.